# Kinzigaue von Langenselbold
Kinzigaue von Langenselbold este o arie protejată (arie specială de conservare — SAC, sit de importanță comunitară — SCI) din Germania întinsă pe o suprafață de 129,44 ha, integral pe uscat.

## Localizare
Centrul sitului Kinzigaue von Langenselbold este situat la coordonatele 50°09′53″N 9°02′21″E / 50.1647°N 9.0392°E.

## Înființare
Situl Kinzigaue von Langenselbold a fost declarat sit de importanță comunitară în aprilie 1999 pentru a proteja 20 de specii de animale. Situl a fost protejat și ca arie specială de conservare în martie 2008.

## Biodiversitate
Situată în ecoregiunea continentală, aria protejată conține 6 habitate naturale: Lacuri eutrofice naturale cu vegetație de tip Magnopotamion sau Hydrocharition, Cursuri de apă de la nivel de câmpie la nivel montan, cu vegetație Ranunculion fluitantis și Callitricho-Batrachion, Râuri cu maluri nămoloase cu vegetație de Chenopodion rubri p.p. și Bidention p.p., Fânețe de joasă altitudine (Alopecurus pratensis, Sanguisorba officinalis), Păduri de stejar sau de stejar și carpen sub-atlantice și medio-europene de Carpinion betuli, Păduri aluvionare cu Alnus glutinosa și Fraxinus excelsior (Alno-Padion, Alnion incanae, Salicion albae).
La baza desemnării sitului se află mai multe specii protejate:
- păsări (19): fluierar de munte (Actitis hypoleucos), pescăruș albastru (Alcedo atthis), rață lingurar (Anas clypeata), Anas strepera strepera, gâscă cenușie (Anser anser), rața moțată (Aythya fuligula), chirighiță neagră (Chlidonias niger), barză albă (Ciconia ciconia ciconia), erete de stuf (Circus aeruginosus), porumbel de scorbură (Columba oenas), Corvus monedula, ciocănitoarea de stejar (Dendrocopos medius), becațină comună (Gallinago gallinago), capîntortură (Jynx torquilla), gaia neagră (Milvus migrans), gaia roșie (Milvus milvus), vultur pescar (Pandion haliaetus), bătăuș (Philomachus pugnax), lăstun de mal (Riparia riparia)
- mamifere (1): castor (Castor fiber)

Pe lângă speciile protejate, pe teritoriul sitului au mai fost identificate 9 specii de plante, 2 specii de amfibieni, 1 specie de mamifere, 2 specii de reptile.